# Fant
Fant – dzielnica miasta Maidstone, w Anglii, w Kent, w dystrykcie Maidstone. W 2011 roku dzielnica liczyła 9570 mieszkańców.